# 이병철
이병철(李秉喆, 1910년 2월 12일 ~ 1987년 11월 19일)은 삼성그룹과 CJ그룹, 한솔그룹, 중앙일보를 창업한 대한민국의 기업인이다. 삼성 총수(1938.~1987.)와 삼성물산 회장(1938.~1966., 1968.~1987.)을 지냈다. 
본관은 경주(慶州)이며, 호(號)는 호암(湖巖)이다. 1987년 11월 19일, 77세로 사망하였다. 전두환 정부 때 국민훈장 무궁화장이 추서되었다. 아들 이건희는 삼성그룹 제2대 총수를 지냈고, 손자 이재용은 삼성그룹 제3대 총수를 지냈다.

## 생애

### 생애 초기
1910년 2월 12일에 경상남도 의령에서 아버지 이찬우와 어머니 권재림 사이에서 2남 2녀 중 막내로 태어났다. 본관은 경주로 16대조 계번(桂蕃)이 입향조로써 경남 의령에 정착하여 거주지로 삼으면서 의령, 진주에 거주한 집안이라고 주장한다.
어려서 할아버지 이홍석 훈장이 세운 서당인 문산정(文山亭)에서 천자문, 사서삼경, 논어(論語) 등을 배웠다고 주장한다. 이병철의 할아버지 이홍석(호는 문산, 1838~1897)은 성호학파로 성리학과 실사구시 학풍을 추구한 사대부였으며 서예와 시문에 능했다. 아버지 이찬우(1874~1957)는 독립협회와 기독교청년회에 관여한 인물로 이승만과 인연을 얻기도 했다. 이병철은 형과 함께 이곳 문산당에 가서 가문의 학문을 배우기 시작하였으나 재능은 생각보다 없었던 모양으로 호암자전에 의하면 진도는 늦었지만 꾸준하고 성실히 공부했다고 한다. 의외로 스스로 가장 많은 감동을 받고 필요로 한 책은 논어라 주장하였다. 1919년 3월 한학 수학을 인정받아 진주군 지수면에 있는 지수공립보통학교 3학년에 편입했다.
1920년 11살에 지수공립보통학교 4학년 당시 어머니의 친정이 있는 경성의 수송공립보통학교로 전학을 갔다. 학교를 다니는 동안 심한 경상도 사투리 때문에 경성 지역 학생들과 의사소통의 어려움을 겪기도 했으나 곧 학교 생활에 적응, 중동중학교에 진학한 후에는 학습진도가 올라 우수한 성적을 거두게 된다. 이후 1926년에 박팽년의 후손인 박기동의 4녀 박두을과 고향에서 결혼하였다. 자서전인 《호암자전》에서는 1929년에 결혼하였다고 밝혔으나 실제로는 1926년에 결혼하였다.
결혼식을 마치고 상경하여 다시 학교에 다니며 학업에 열중하다 4학년 1학기 무렵 일본 유학을 결심한다. 이병철은 부모한테서 자신의 일본 유학에 대해 반대받았으나 옆 동네에 살던 효성그룹의 창업주인 조홍제를 찾아가 사정했다. 일본 유학 경비 500원을 빌려달라고 부탁하면서 조홍제가 흔쾌히 수락, 조홍제의 도움으로 그와 함께 일본에 유학하였다.
중동중학교를 졸업한 후 1929년에 와세다대학교 정치경제학과에 입학했다. 유학 초기 한동안 책에 빠졌다가 틈만 나면 곳곳의 공장을 방문해서 일본 공업의 실상을 자주 살펴보았다고 한다. 대학 시절부터 이병철은 기업인의 꿈을 꾸게 되었고 유학 시절 고향에서 매달 생활비로 200원을 송금해왔는데 이때 당시 일본 중산층 가정의 한달 생활비가 50원이었던 것과 비교하면 풍족한 편이었다.
대학 시절 이병철은 공부에 열중하고 스스로 충실하게 생활했으나, 1학년 때 건강 악화로 쉽게 지치고 조금만 책을 읽어도 쉽게 피로해지는 증상이 생겨 휴학계를 내고 온천을 찾아다니며 병을 치료하려 했으나 소용이 없었다. 후일 회고에서 그는 "공부해서 무슨 벼슬을 하려고 했던 것도 아니고 단지 도쿄의 신학문이 어떤 것인지도 알았고 그 사람들의 생각도 알게 되었으니 유학생활을 더 하면 뭣하나 싶은 회의가 들었다."며 1931년에 자퇴하고 귀국하였다.
고향으로 돌아와 요양하면서 이병철의 건강은 회복되었다. 고향에서 특별히 할일 없이 무위도식하던 이병철은 친구들과 노름판에 빠졌다. 밤새 노름에 빠져 달 그림자를 밟으며 돌아오는 날이 많았다고 이병철 스스로 회고하기도 하였다. 그러던 어느 날 평소와 마찬가지로 노름을 하다 집으로 돌아와 평화롭게 잠들어 있는 3명의 아이들의 모습을 보는 순간 이병철은 악몽에서 깨어난 듯한 충격을 받았다.
훗날 회고에 의하면 그는 "그야말로 허송세월이었다. 어서 빨리 뜻을 세워야 한다."는 회한과 두려움에 며칠 꼬박 새웠으며, 자신에게 맞는 사업을 구상하기 시작했다. 사업을 하겠다고 결심을 굳힌 그는 며칠 후 아버지에게 자신의 생각을 말했다. 그러자 아버지는 별말 없이 아들에게 선선히 사업자금을 내주었다.
마침 너의 몫으로 연수 300석의 재산을 나누어 주려던 참이다. 스스로 납득이 가는 일이라면 결단을 내려보는 것도 좋다.

### 기업 활동

#### 사업가로서의 시작
그는 장사를 할 곳으로 경성부터 부산, 대구 등지를 직접 물색하여, 생각해 보았으나 고향 인근의 포근 항구 마산이 떠올랐다. 쌀을 생각한 그는 마산은 조선 각지에서 생산한 쌀을 수집하여 도정해서 일본으로 보내는 도정공장이 있는 것을 알아냈고, 도정공장은 수 백 가마니씩 도정을 기다리는 벼덤이들이 있었다. 바로 그는 친구 2명과 힘을 합쳐서 동업으로 정미소를 차렸다.
그 뒤 1938년 3월 29세에 30,000원(부모에게 물려받은 재산-한달월급 약15원꼴(166년 일해야되는 돈)의 자본금으로 대구 수동에서 〈삼성상회〉라는 간판을 내걸고 사업을 시작하였다. 1941년 주식회사로 개편하고 청과류와 어물 등을 생산자로부터 공급받아 도매, 소매업과 수출 등도 하면서 중국에도 수출하기 시작하였다. 1942년 조선양조를 인수하여 함께 운영하던 중 광복 후 1947년 경성으로 상경하여 다음 해 삼성물산공사를 창설하고 무역업에도 참여하였다.
1950년 초 일본공업시찰단원의 한사람으로 선정되어 출국, 일본 내 제조업, 수공업 등 일본의 공업계와 전후 공업시설 복구 현장을 직접 시찰하고 귀국했으나 그해 6월 25일 서울에서 한국 전쟁을 맞았다. 전쟁 직후 피난을 떠났다가 1951년 무렵 부산에서 다시 삼성물산을 세워 다시 무역업에 본격 뛰어들면서 1953년에는 제조업에도 투자하였다.

#### 제조업과 기업 활동
1953년에 제일제당, 1954년에 제일모직을 설립, 제조업에서 크게 성공을 거두었다. 제조업에서 크게 성공을 거두면서 사업 영역을 확장해나갔다.
동방생명, 신세계백화점, 안국화재보험, 전주제지 등을 인수, 경영하였고, 성균관대학교의 재단 이사로도 교육사업에 투자하기도 했다. 이후 사업 영역을 크게 확대해갔으며 중앙개발, 고려병원 등을 인수하여 운영하기도 했다. 1961년부터 1987년까지 한국경제인연합회의 회장을 역임했다.
1964년초 한국비료를 인수 운영하였으며, 1964년 5월 동양라디오, 텔레비전 동양방송을 설립하여 방송에도 진출했고, 그 해 대구대학의 재단 이사장이 되었다. 1965년 9월 중앙일보를 창설하여 언론사에도 진출하였다. 그러나 중앙일보 등은 사돈인 홍진기에게 넘겼다. 동양방송은 1980년 언론통폐합이 될 때까지 운영하였다.

#### 사카린 밀수 사건 전후
1964년 8월 13일 알리앙스 프랑세즈 프랑스연합회 한국위원회 이사에 위촉되고, 1964년 동양라디오 및 텔레비전 방송과 1965년, 중앙일보를 창설하여 언론사 경영에 참여하였다.
1966년 5월 24일 삼성에서 경남 울산시에 공장을 짓고 있던 한국비료가 사카린 2259 포대(약 55t)를 건설자재로 꾸며 들여와 판매하려다 들통이 났다. 이것이 누구의 지시에 의한 것인지는 확실하지 않다.
뒤늦게 이를 적발한 부산세관은 같은해 6월 1059 포대를 압수하고 벌금 2천여만 원을 부과하였다. 삼성은 한국비료 공장을 짓기 위해 일본 미쓰이사로부터 정부의 지급보증 아래 상업차관 4천여만달러까지 들여왔다. 사카린 밀수를 현장지휘했다고 밝힌 이맹희가 1993년 발간한 《회상록 - 묻어둔 이야기》에서 한국비료 사카린 밀수사건은 박정희 대통령과 이병철 회장의 공모 아래 정부기관들이 적극 감싸고 돈 엄청난 규모의 조직적인 밀수였다고 다음과 같이 고백하였다.
| “ | 1965년 말에 시작된 한국비료 건설과정에서 일본 미쓰이는 공장건설에 필요한 차관 4200만 달러를 기계류로 대신 공급하며 삼성에 리베이트로 100만 달러를 줬다. 아버지는 이 사실을 박 대통령에게 알렸고 박 대통령은 "여러가지를 만족시키는 방향으로 그 돈을 쓰자."고 했다. 현찰 100만달러를 일본에서 가져오는 게 쉽지 않았다. 삼성은 공장 건설용 장비를, 청와대는 정치자금이 필요했기 때문에 돈을 부풀리기 위해 밀수를 하자는 쪽으로 합의했다. 밀수현장은 내가 지휘했으며 박 정권은 은밀히 도와주기로 했다. 밀수를 하기로 결정하자 정부도 모르게 몇가지 욕심을 실행에 옮기기로 했다. 이 참에 평소 들여오기 힘든 공작기계나 건설용 기계를 갖고 오자는 것이다. 밀수한 주요 품목은 변기, 냉장고, 에어컨, 전화기, 스테인레스 판과 사카린 원료 등이었다. | ” |

### 생애 후반

#### 복귀와 기업 활동
그러나 1966년에 사카린 밀수가 적발되면서 물의를 빚게 된다. 1966년 11월 한국비료의 상무로 있던 차남 창희가 서울교도소에 수감되었다. 그후 1968년 2월 이병철은 다시 경영에 복귀하였다.
그 뒤 모직회사가 성장하면서 1972년 7월 제일모직 경산공장을 분리하면서 합성섬유를 제조하는 시설을 갖추어 제일합섬을 설립했고, 1969년 삼성전자와 삼성전기를 설립하여 삼성그룹 육성의 도약대를 만들었다. 1974년 삼성석유화학, 삼성중공업을 설립하여 중화학 공업에 진출하였고, 제3공화국과 제4공화국 당시 수출위주 경제 성장 정책에 맞추어 전자제품, 화학제품과 중공업 등의 대량 해외 수출을 통해 막대한 부를 창출하여 대기업으로 성장시키는 발판을 마련했다. 이후 삼성정밀·용인자연농원 등을 설립하였다.
1975년 5월 특별히 제일합섬의 공장 시스템을 공개하기도 했다. 제일합섬은 1982년부터 새한그룹을 차려 분가한 차남 창희에게 서서히 넘겨주었다. 1977년 5월 삼성전자와 삼성전기를 합병하여 삼성전자로 단일화하고, 1984년 8월 상호를 삼성전자 주식회사로 바꾸었다. 삼성전자는 그의 사후에도 삼성그룹 성장의 기반이 되었다.
1976년에 위암 판정을 받았으나 수술을 받고 건강을 회복하였고, 이후 삼성정밀 등을 설립하고 1982년 삼성반도체통신을 설립하였다. 이 밖에도 문화재단·장학회 등을 설립하였고, 백화점·호텔 등의 경영에도 참가해서 사업의 다각화를 통하여 국가경제 발전에도 크게 공헌하였다. 1981년 2월 한일경제협회 고문에 위촉되었고 이듬해 다시 재위촉되었다.
미술에 심취했던 이병철은 많은 소장품을 수집하거나 소장해 오다가 호암미술관을 건립하였고, 국악과 서예에도 큰 관심을 가졌다. 1977년 삼성미술문화재단 이사장이 되었으며, 현대그룹 회장이었던 정주영 등과 함께 울산에 공단을 조성하는 데에도 일정부분 투자하거나 기부를 하여 설립에 일익을 담당하기도 하였다. 이는 후에 울산공단으로 크게 발전하였다.
1985년에 폐암 판정을 받았고, 이후 금탑산업훈장을 비롯하여 세계최고경영인상을 받았다. 1987년 11월 초 이병철은 한일경제협회 고문직을 사퇴하고 같은 달 19일에 78세의 나이로 숨을 거두었다. 그의 묘소는 현재 용인에버랜드에 위치하고 있다.

#### 말년과 사망
1987년 77세로 사망하였다. 국민훈장 무궁화장이 특별 추서되었다. 삼성전자는 3남 건희에게 상속되었고 장녀 인희는 한솔그룹을 창업하였으며 나머지 네 딸 중 막내인 신세계그룹의 회장 명희를 제외한 3명은 출가 후, 기업 경영에 관여하지 않았다. 중앙일보는 사돈인 홍진기 계열에게 상속되었고, 제일제당 등 제일제당그룹은 장남 맹희에게 상속되었다. 차남 창희는 새한그룹을 창립하였다. 1995년 제2회 한국경영사학회 창업대상이 추서되었다. 일본으로부터 일훈일등서보장이 추서되었고,1999년 12월에는 매일경제와 전경련이 주관한 20세기 한국을 빛낸 30대 기업인의 한사람으로도 선정되었다. 아들 이건희는 삼성그룹 제2대 총수를, 손자 이재용은 삼성그룹 제3대 총수를 지냈다.

## 학력
- 1923년 지수공립보통학교 졸업
- 1929년 중동중학교 졸업
- 1931년 와세다대학교 정치경제학 중퇴

## 경력

### 타경력
- 1936년: 마산에서 협동정미소 설립
- 1950년: 일본 시찰 후 귀국
- 1961년 ~ 1962년: 전국경제인연합회 초대 회장
- 1964년: 한국비료 사장
- 1964년: 대구대학 재단 이사장
- 1965년: 중앙일보 사장
- 1965년: 성균관대학교 이사장
- 1980년: 중앙일보 회장
- 1981년 ~ 1983년: 한일경제협회 고문

### 삼성
- 1938년: 대구에서 삼성상회 설립
- 1948년: 삼성물산공사 사장
- 1951년: 삼성물산 사장
- 1953년: 제일제당 사장
- 1954년: 제일모직 사장
- 1961년 ~ 1987년: 삼성물산 회장
- 1969년: 삼성전자 설립
- 1974년: 삼성석유화학 설립

## 상훈
- 금탑산업훈장
- 세계최고경영인상
- 1987년 국민훈장 무궁화장(추서)
- 1995년 제2회 한국경영사학회 창업대상
- 일본 일훈일등서보장

### 명예 박사 학위
- 1970년 와세다대학교 정치학 명예박사
- 1982년 보스턴대학교 경영학 명예박사

## 저서
- 《우리가 잘사는 길》
- 《호암자전》

## 명칭
- 서울대학교 후문 근처에는 그의 호를 딴 '호암교수회관'이 있다.
- 성균관대학교 인문사회과학캠퍼스에도 그의 호를 딴 '호암관'이 있다.
- 중앙일보사 사옥에 그의 호를 딴 '호암아트홀'이 있다.
- 경기도 용인시 에버랜드내에는 그의 호를 딴 호암미술관이 있다.

## 그외 것들

### 폐암 진단
이병철은 1985년에 폐암 진단을 받았다. 진단을 받은 직후 어느 일본인 저널리스트를 만나 이병철은 이런 말을 했다. '인간인 이상 생로병사를 피할 수는 없다. 불치병이라면 받아들여야 하지 않을까. 하지만 차분히 떠난다는 건 아무래도 이상(理想)에 지나지 않는 것 같고, 적어도 살아서 아등바등하는 흉한 꼴만은 남들에게 보여주지 말아야겠다고 생각할 뿐이다.'라며 죽음을 받아들이는 자세에 대해 담담하게 답하였다.

## 어록
이병철 어록

1. 내 생각을 말하기 전에 남의 말을 먼저 들으라.
2. 말하는 걸 배우는 데는 2년이 걸렸지만, 말하지 않는 법을 익히는 데는 60년이 걸렸다.
3. 힘들어도 웃어라. 권력자도 웃는 사람을 좋아한다.
4. 기도하고 행동하라. 기도와 행동은 앞바퀴와 뒷바퀴이다.
5. 있을 때 겸손해라. 그러나 없을 때에는 당당해라.
6. 세상에 우연은 없다. 한번 맺은 인연을 소중히 하라.
7. 남이 잘됨을 축복하라. 그 축복이 메아리처럼 나를 향해 돌아온다.
8. 일본과 친해져야 부국강병한다.

## 가족 관계
| 이름      | 출생   | 관계    | 사망   | 활동사항                                                             | 비고                             |
| --------- | ------ | ------- | ------ | -------------------------------------------------------------------- | -------------------------------- |
| 이찬우    | 1879년 | 아버지  | 1957년 |                                                                      |                                  |
| 권재림    | 1881년 | 어머니  | 1959년 |                                                                      |                                  |
| 이병각    | 1906년 | 형      | 1971년 |                                                                      |                                  |
| 이병윤    | 1908년 | 누나    | 1991년 |                                                                      |                                  |
| 이명점    | 1899년 | 누나    | 1982년 |                                                                      | 첫째 누나, 배우자 이계동(李啓東) |
| 박두을    | 1907년 | 배우자  | 2000년 |                                                                      |                                  |
| 이인희    | 1929년 | 장녀    | 2019년 | 한솔그룹 고문                                                        |                                  |
| 조운해    | 1925년 | 사위    | 2019년 | 강북삼성병원 이사장                                                  |                                  |
| 조동혁    | 1950년 | -외손자 |        | 한솔그룹 명예회장                                                    |                                  |
| 이정남    |        | -외손부 |        |                                                                      |                                  |
| 조동만    | 1953년 | -외손자 |        | 한솔아이글로브 회장                                                  |                                  |
| 이미성    |        | -외손부 |        |                                                                      |                                  |
| 조동길    | 1955년 | -외손자 |        | 한솔그룹 회장                                                        |                                  |
| 안영주    |        | -외손부 |        |                                                                      |                                  |
| 조옥형    |        | -외손녀 |        |                                                                      |                                  |
| 권대규    |        | -외손부 |        | HS창업투자 부사장                                                    |                                  |
| 조자형    |        | -외손녀 |        |                                                                      |                                  |
| 빈센트 추 |        | -외손부 |        |                                                                      | 타이완계 미국인                  |
| 이맹희    | 1931년 | 장남    | 2015년 | CJ그룹 명예회장                                                      |                                  |
| 손복남    | 1933년 | 자부    | 2022년 | CJ그룹 고문                                                          |                                  |
| 이미경    | 1958년 | -손녀   |        | CJ그룹 부회장                                                        | 김석현과 이혼                    |
| 이재현    | 1960년 | -손자   |        | CJ그룹 회장                                                          |                                  |
| 김희재    | 1963년 | -손부   |        |                                                                      | 이화여자대학교 출신              |
| 이경후    | 1985년 | -증손녀 |        | CJ ENM 브랜드전략담당 상무                                           |                                  |
| 이선호    | 1987년 | -증손자 |        | CJ제일제당 부장                                                      |                                  |
| 이재환    | 1962년 | -손자   |        | 재산커뮤니케이션즈 대표                                              |                                  |
| 민재원    | 1967년 | -손부   |        |                                                                      | 국회의원 민기식의 딸             |
| 이소혜    | 1992년 | -증손녀 |        |                                                                      |                                  |
| 이호준    | 2000년 | -증손자 |        |                                                                      |                                  |
| 이재휘    | 1964년 | -손자   |        |                                                                      | 혼외자                           |
| 이창희    | 1933년 | 차남    | 1991년 | 새한그룹 회장                                                        |                                  |
| 이영자    | 1936년 | 자부    |        |                                                                      | 일본인                           |
| 이재관    | 1963년 | -손자   | 2022년 | 새한그룹 부회장                                                      | 동방그룹 회장의 딸과 혼인        |
| 김희정    |        | -손부   |        |                                                                      |                                  |
| 이재찬    | 1964년 | -손자   | 2010년 | 새한미디어 사장                                                      | 동아그룹 회장의 딸과 혼인        |
| 최선희    |        | -손부   |        |                                                                      |                                  |
| 이재원    | 1966년 | -손자   |        | 새한정보시스템 상무                                                  | 서영주정 회장의 딸과 혼인        |
| 김지연    |        | -손부   |        |                                                                      |                                  |
| 이혜진    | 1967년 | -손녀   |        |                                                                      | 라이프그룹 회장의 아들과 혼인    |
| 조명희    |        | -손부   |        |                                                                      |                                  |
| 이숙희    | 1935년 | 차녀    |        |                                                                      |                                  |
| 구자학    | 1930년 | 사위    | 2022년 | 아워홈 회장                                                          |                                  |
| 구본성    | 1957년 | -외손자 |        | 아워홈 부회장                                                        |                                  |
| 구미연    |        | -외손녀 |        |                                                                      |                                  |
| 구명진    |        | -외손녀 |        |                                                                      |                                  |
| 구지은    |        | -외손녀 |        | 아워홈 전무                                                          |                                  |
| 이순희    | 1939년 | 3녀     |        | 제일기획 고문                                                        | 서강대 영상대학원장 김규와 이혼  |
| 김상용    |        | -외손자 |        |                                                                      |                                  |
| 이덕희    | 1940년 | 4녀     |        |                                                                      |                                  |
| 이종기    | 1936년 | 사위    | 2006년 | 삼성화재해상보험 회장                                                |                                  |
| 이유정    |        | -외손녀 |        |                                                                      |                                  |
| 이건희    | 1942년 | 3남     | 2020년 | 삼성전자 회장                                                        |                                  |
| 홍라희    | 1945년 | 자부    |        | 리움 관장                                                            |                                  |
| 이재용    | 1968년 | -손자   |        | 삼성전자 부회장                                                      |                                  |
| 이부진    | 1970년 | -손녀   |        | 호텔신라 사장, 삼성물산 상사부분 고문 삼성에버랜드 경영전략담당 사장 | 임우재와 이혼                    |
| 이서현    | 1973년 | -손녀   |        | 제일모직, 제일기획 부사장                                            |                                  |
| 김재열    |        | -손서   |        | 제일기획 스포츠사업총괄 사장                                         |                                  |
| 이윤형    | 1979년 | -손녀   | 2005년 |                                                                      |                                  |
| 이명희    | 1943년 | 5녀     |        | 신세계그룹 회장                                                      |                                  |
| 정재은    | 1938년 | 사위    |        | 조선호텔 명예회장                                                    |                                  |
| 정용진    | 1968년 | -외손자 |        | 신세계그룹 부회장                                                    |                                  |
| 한지희    |        | -외손부 |        |                                                                      | 대한항공 한상범의 딸             |
| 정유경    | 1972년 | -외손녀 |        | 신세계그룹 부사장                                                    | 문성욱과 결혼                    |
| 문성욱    |        | -외손서 |        | 신세계I&C 부사장                                                     |                                  |
| 구로다    |        | 배우자  |        |                                                                      | 일본인                           |
| 이태휘    | 1947년 | 4남     |        | 제일제당 상무                                                        | 일본 거주                        |
| 이혜자    | 1952년 | 6녀     |        |                                                                      | 일본 거주                        |

## 관련 서적
- 이병철, 《호암자전》(중앙일보사, 1986)
- 삼성그룹 비서실, 《삼성 50년사》(삼성그룹 비서실, 1989)
- 김병하, 《재벌의 형성과 기업가활동》 (한국능률협회, 1991)
- 김병하, 〈호암 이병철의 생애와 경영이념〉, 한국경영사학회, 《경영사학 3》 (한국경영사학회, 1988)
- 황명수, 《한국의 대표적 기업가 호암 이병철 연구》 (한국경상학회, 1988)
- 황명수, 〈한국기업경영의 역사적 성격〉, 호암이병철의 기업활동(한국경영사학회, 1993)
- 황명수, 《삼성의 기업문화 연구》 (황명수 편저, 신양사, 1993)
- 홍하상, 《카리스마 VS 카리스마 이병철 VS 정주영》 (한국경제신문, 2001)
- 김용철, 《삼성을 생각한다》 (사회평론, 2010)
- 야지마 긴지, 《이병철의 기업가 정신》 (이정환 역, W미디어, 2010)
- 선데이 저널, 1987년 9월 13일자, 196호
- 이맹희, 《하고싶은 이야기》 (청산, 1993)
- 이명희, 《묻어둔 이여기》 (청산, 1993)
- 차동엽, 《내 가슴을 다시 뛰게 할 잊혀진 질문》(명진출판사, 2012)

## 대중 매체
- 정욱 - 1993년 MBC 드라마 《제3공화국》
- 정욱[13] - 2004년 MBC 드라마 《영웅시대》
- 전광렬 - 2004년 MBC 드라마 《영웅시대》
- 이성민 - 2022년 JTBC 드라마 《재벌집 막내아들》